# Arewabujr
Arewabujr – wieś w Armenii, w prowincji Ararat. W 2011 roku liczyła 1026 mieszkańców.